# 스펜서 로프랑코
스펜서 로프랑코(Spencer Lofranco, 1992년 10월 18일 ~ )는 캐나다의 배우, 영화배우이다.
토론토에서 태어났다.

## 영화
- 고티 (2017년)
- 킹 코브라 (2016년)
- 딕시랜드 (2015년)
- 제임시 보이 (2014년) - 제임스 역
- 언브로큰 (2014년) - 해리 브룩스 역
- 미들턴 (2013년)